# Crkva cjelovitog Evanđelja
Crkva cjelovitog Evanđelja crkva je reformacijske baštine, utemeljena na kršćanskim principima objavljenim u Bibliji i kroz svoje djelovanje pridonosi općem dobru. Vjerovanje je CCE-a klasično vjerovanje reformatorske baštine s dominantnim karizmatsko-pentekostalnim usmjerenjem. To u biti znači da se naglasak stavlja na živu vjeru u Isusa Krista te djelovanje Duha Svetoga među vjernicima. CCE surađuje sa sličnim crkvama u Hrvatskoj i inozemstvu.

## Vanjske poveznice
| Portal:Kršćanstvo | Portal: Kršćanstvo |

- http://www.cce.hr